# سین وین (سرتیپ)
سرتیپ سین وین (برمه‌ای: စိန်ဝင်း)؛ زادهٔ ۱۹ مارس ۱۹۱۹ – درگذشته ۲۹ ژوئن ۱۹۹۳) سیاست‌مدار و افسر نظامی اهل برمه بود. وی از ۴ مارس ۱۹۷۴ تا ۲۹ مارس ۱۹۷۷ نخست‌وزیر این کشور بود.